# Armand Rapeño
Armand Louis Félix Rapegno dit Armand Rapeño (1886-1945) est un affichiste, dessinateur et illustrateur français.
Pionnier de l'affiche cinématographique, il laisse une abondante productions d'images publicitaires, humoristiques et enfantines.

## Biographie
Armand Rapegno est né dans le 9e arrondissement de Paris, de Félix Rapegno, mécanicien, et de la couturière Seconde Chevallier.
On le dit parfois d'origine espagnole, mais éduqué à Paris.
Un certain « Maurice Rapegno » signe le numéro 211 de L'Assiette au beurre (15 avril 1905) intitulé « Il n'y a plus de Pyrénées », puis signe aussi dans Nos loisirs (1907) : le lien entre lui et Armand ne semble pas établi.
Sa production commence vers 1909, ses premiers dessins apparaissent sous la signature « A. Rapeño », dans L'Humoriste. Pour l'éditeur d'art Albert Méricant, il compose en un style très fin-de-siècle la couverture du Pelléastres (1910) de Jean Lorrain, signée du monogramme « AR ».
Rapeño donne ensuite des illustrations de couverture à des périodiques comme Nos loisirs (1911-1912), Le Frou-frou (1910), au Magazine du mois gai (1913), La Vie heureuse puis pour Les Annales (1913-1920), Le Rire (1913-1915), Fantasio (1914-1916), Le Pays de France (1915), Le Flambeau (1915-1916), et après la Première Guerre mondiale, à Pages folles (1919), Lectures pour tous (1920-1921), Plaisirs pour tous (1926-1927), Nos plaisirs, Almanach françois (1928-1938), Francis le journal des enfants bien élevés (1938).
En 1922, il est signalé comme habitant au 10 avenue Frémiet.
Il travaille pour des éditeurs comme La Renaissance du livre, Pierre Lafitte, Hachette, Albin Michel (Le Bon Point) ou la maison de Henri Pierre Laurens (1861-1933). Pour ce dernier, avec Jean Bonnerot, il développe sa série d'albums pour enfants la plus connue, le chien Ralph (1921), plusieurs fois réimprimée.
Il est également affichiste pour l'industrie du cinéma, de nombreuses marques de produits, et des causes nationales (emprunt, vaccination, loterie, hygiène...), auteur de cartes postales et de matériels publicitaires divers.
Il épouse le 22 décembre 1914 dans le 18e arrondissement de Paris, Louise Gabrielle Fiammenghi, originaire de Nice.
Proche du graphiste Jean d'Ylen, il lui rend hommage lors de sa disparition.
Mort le 25 février 1945, il est enterré à Château-Landon.

## Œuvre

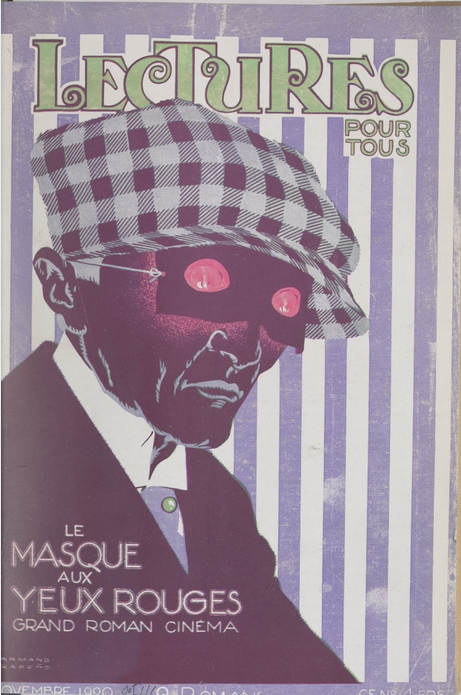
Couverture de Lectures pour tous, novembre 1920.

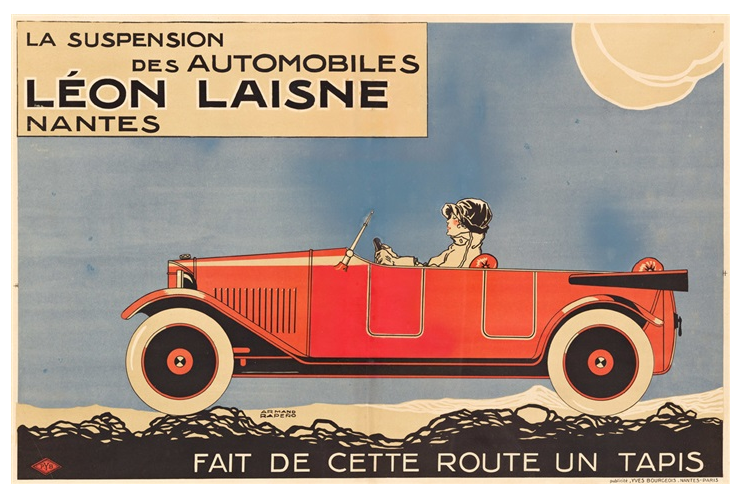
Affiche pour les automobiles Léon Laisne (années 1920).

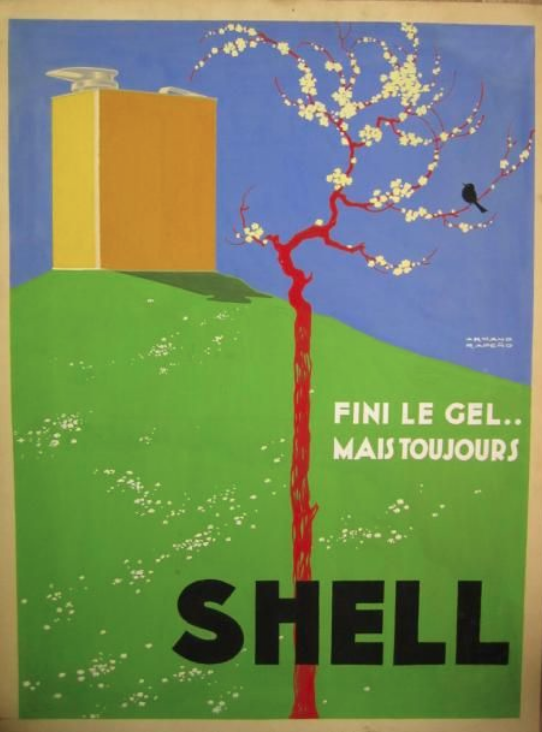
Affiche publicitaire pour l'huile Shell (1929).

### Affiches, encarts
- Au Printemps, cadeaux (1912)
- Oméga (1913)
- Cache ton nu ! Revue du Moulin rouge, 1er prix au concours (juin 1914)
- Hero land, or, over the top with Uncle Sam and his allies (1917)
- Vendémiaire de Louis Feuillade (1918)
- Au far-west, film des frères Pathé pour l'agence Faria (1918)
- Combattez la tuberculose, Imprimerie Desfossé ou Devambez (1918)[10]
- Glycodont, roi des dentifrice (1919)
- J'accuse par Abel Gance / Pathé (1919)
- Pierrot et Colombine (1920 ?)
- Coliseum Duque's Dancing (1920)
- Waterman (1920)
- La Sale Mouche... Croix Rouge américaine (vers 1920)
- Automobiles Léon Laisne Nantes (vers 1920)
- Parfumerie A. Bourjois Paris (1921)
- Pathé-Baby le cinéma chez soi (1922)
- Aubert présente Les Hommes nouveaux, film d'Édouard-Émile Violet (1923)
- Aux Galeries Lafayette, étrennes jouets (1924)
- L'Esclave reine / The Moon of Israel, film (1924)
- Cheminée Lily Deville (1924)
- Aubert présente Mimi Pinson, film de Théo Bergerat (1924)
- Aubert présente Rocambole, film de Charles Maudru (1924)
- Le Réveil, film de J. de Baroncelli (1925)
- Parfums Lenthéric (1925)
- Don Quichotte, film de Lau Lauritzen (1926)
- Cigarettes Kyriazi Frères (en) (1928)
- Vers le Jour, parfum de Worth (1929)
- Fini le gel mais toujours... Shell (1929)
- Jambon-Olida, Pierre Lafitte Paris (vers 1930)
- Munrospun (1930)
- Le Petit Journal publie La lune d'or grand roman de Delly (1931-1932)
- Pétrole Hahn (1932)
- Mam'zelle Spahi (1934)
- Pâtes Rivoire et Carret (1938)
- Loterie nationale, diverses tranches (1942)[11]
- La bicyclette Ravat
- Le Sous-Vêtement Neyret favori de l'élégante
- Champagne Henri Abelé[12]

### Livres illustrés

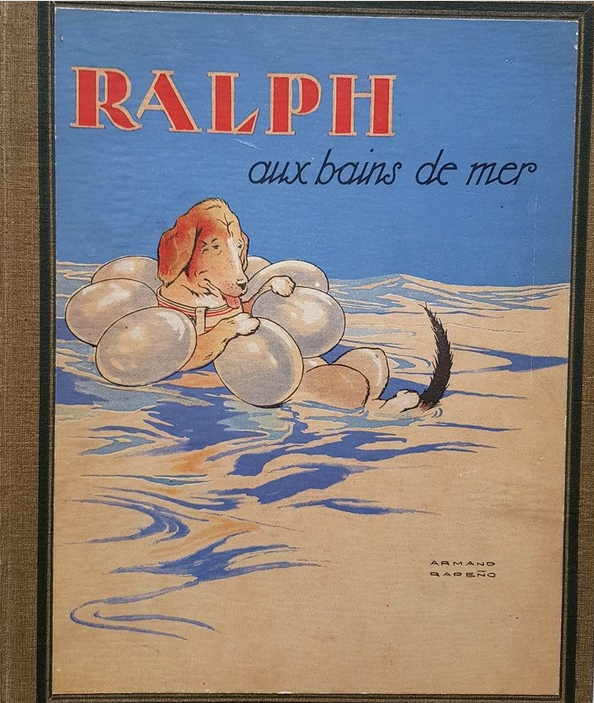
Couverture de Ralph au bains de mer (1925).

- Jean Lorrain, Pelléastres, Albert Méricant, [1910].
- Willy, Maugis en ménage, Albert Méricant, [1910].
- Les aventures de Mlle Clairon dite « Frétillon », préfacé par Jean Hervez, Les Chroniques libertines, 1911.
- Maurice Leblanc, L'Éclat d'obus, couverture, Pierre Lafitte, 1916-1921.
- Jean Bonnerot, Ralph [série d'albums], Henri Laurens, 1921-19...
- Gabriel Maurière, Plus fort que l'amour, roman, coll. « In Extenso », La Renaissance du Livre, 1922[13].
- Almanach françois, Paris, Union des Pharmaciens, 1932.
- Adam de Villiers, Poincaré parle, collection « Les grands hommes parlent », Taillandier, 1933.
- Paul de Pitray, John, enfant terrible, Librairie Hachette, 1934.
- Marguerite Hélier-Malaurie, Les Enfants et les Bêtes : premier livre de lecture courante, Albin Michel, 1936.
- Léon J. Martin, Trois Petits Lapins blancs [série d'albums], Albin Michel, [1936-?].
- Léon J. Martin, Noix de coco sportsman, Albin Michel, [vers 1936].
- Jacky boxeur !, album illustré, Albin Michel, 1937.
- J.-H. Rosny jeune, La Contrée aux embûches, album illustré, Albin Michel, 1942.
- Jean Normand, Les vengeurs du soleil, coll. « À travers l'univers », Tallandier, 1944.
- Ugo Scotti Berni, La Fiancée de Pinokio, tr. par la comtesse de Gencé, album illustré coll. « Elfes et Lutins », Albin Michel, 1947.
- Les Fables de La Fontaine, album illustré, Albin Michel, 1947.
- Alphabet des prénoms, album illustré, Albin Michel, 1947.
- [anonym.], Bob prend des vacances, album illustré, Librairie Hachette, s.d.